# Jean-Baptiste Evette
Pour les articles homonymes, voir Evette.
Jean-Baptiste Evette, né à Vincennes en 1964, est un écrivain français.
Auteur de plusieurs romans chez Gallimard et chez Plon ainsi que d'œuvres pour la jeunesse, il a fait des études de lettres classiques et modernes à Paris et à Lyon. Il a également écrit des spectacles pour le collectif de théâtre de rue des Grandes Personnes.
Pour son premier roman Jordan Fantosme, il obtient le Prix René-Fallet 1998

## Œuvres

### Jeunesse
- Mademoiselle V. (Magnard, coll "les fantastiques" 1999, Magnard coll tipik", 2005')
- La Fureur d'Andarta (Magnard, 2002 et La Mirandole, 2008)
- À la poursuite de l'enfantôme (Gallimard jeunesse, coll Hors-Piste', 2008')

### Romans
- Jordan Fantosme (Gallimard, coll Folio, 1997) - prix René-Fallet 1998[1]
- Rue-de-la-Femme-sans-Tête (Gallimard, coll blanche, 2002)
- Les Spadassins (Gallimard, coll blanche, 2005)
- Tuer Napoléon III (Plon, 2014)
- Le Chevalier véridique (Anep, Alger, 2022)